# Flora Nwapa
Flora Nwapa (Oguta, 13 de enero de 1931- 16 de octubre de 1993, Enugu) fue una escritora y editora nigeriana.

## Biografía
Flora comenzó su carrera de escritora a principios de los 1960s, mientras enseñaba idioma inglés y geografía en la Queen's school de Enugu. Fue entonces cuando escribió su primera novela, Efuru, que envió a Chinua Achebe. Este la convenció de la calidad de la obra, incentivándola para enviar la edición a la Editorial Heinemann en Londres. En 1966, unos veinticinco títulos se habían publicado en la colección « African Writers Series ». Efuru fue publicada y así Flora Nwapa fue la primera mujer en unirse a esa colección.
Paralelamente a su actividad de escritora, también ejerció como editora y, en 1977, fue la primera mujer africana en crear una editorial importante, con el lanzamiento de Enugu Tana Press. Fue en esta editorial donde publicó la mayoría de sus obras. Más tarde creó otra editorial Flora Nwap Libros, que publicó a  escritores africanos como Ama Ata Aidoo e Ifeoma Okoye y títulos de literatura infantil y juvenil, así Mammywater en 1979. 
En sus novelas recrea la vida y las tradiciones de una mujer del pueblo Igbo.
El 16 de octubre de 1993 falleció de neumonía en Enugu.

## Obra

### Algunas publicaciones
- Dos de sus novelas, Efuru (1966)[7] y Idu (1970) transcurren en su ciudad natal, cerca de Lac de la Dame hace familiar las costumbres locales. Pone en escena el funcionamiento de las clases de la sociedad patriarcal que permite la resolución de problemas y conflictos y el papel de la nuez de cola en todas las ceremonias de la familia. Evocan los temas que se encuentran a lo largo de su obra, el papel de los niños en la familia o no, las consecuencias de la infertilidad en las mujeres, el papel de la mujer en la sociedad nigeriana y su necesidad vital para la independencia económica.
- Never again (Nunca jamás en castellano) publicado en 1975, evoca los terribles años de la guerra de Biafra y los estragos de la propaganda que prohíbe cualquier crítica.

### Novela
- Efuru, Heinemann Educational Books, 1966; Waveland Press, 2013, 221 p. ISBN 9781478613275 ISBN	1478613270
- Idu, Heinemann African Writers Series, n.º 56, ISBN 0-435-90056-0; 1970
- Never Again, Enugu: Tana Press, 1975; Nwamife, 1976; Africa World Press, 1992, ISBN 9780865433182
- One Is Enough, Enugu: Flora Nwapa Co., 1981; Tana Press, 1984; Africa World Press, 1992, ISBN 9780865433229
- Women are Different, Enugu: Tana Press, 1986; Africa World Press, 1992, ISBN 9780865433267

### Cuentos/poemas
- This Is Lagos and Other Stories, Enugu: Nwamife, 1971; Africa World Press, 1992, ISBN 9780865433212
- Cassava Song and Rice Song, Enugu: Tana Press, 1986
- Wives at War and Other Stories, Enugu: Nwamife, 1980; Flora Nwapa Co./Tana Press, 1984; Africa World Press, 1992, ISBN 9780865433281

### Literatura juvenil/infantil
- The Adventures of Deke, Enugu: Tana Press, 1986
- Emeka, Driver's Guard, London, 1972; Nwapa, 1987
- Mammywater, 1979; Enugu: Flora Nwapa Co. 1984
- Journey to Space, Enugu: Flora Nwapa Co. 1980
- The Miracle Kittens, Enugu: Flora Nwapa Co. 1980
- The Adventures of Deke, Enugu: Flora Nwapa Co. 1980